# Ibrahima Niane
Ibrahima Niane (M'Bour, 11 de marzo de 1999) es un futbolista senegalés, juega como delantero y se encuentra sin equipo.
En mayo de 2025 fue sancionado sin poder jugar durante dos años desde el 31 de marzo de 2025 tras dar positivo en un control antidopaje.

## Selección nacional

### Participaciones en selección nacional
| Competición                     | Sede          | Resultado        | Partidos | Goles |
| ------------------------------- | ------------- | ---------------- | -------- | ----- |
| Campeonato Africano Sub-20 2017 | Zambia        | Subcampeón       | 5        | 2     |
| Mundial Sub-20 de 2017          | Corea del Sur | Octavos de final | 4        | 1     |
| Mundial Sub-20 de 2019          | Polonia       | Cuartos de final | 4        | 3     |

## Estadísticas

### Clubes
| Club | Div.          | Temporada     | Liga nacional(1) | Liga nacional(1) | Copas nacionales(2) | Copas nacionales(2) | Total | Total | Media goleadora |
| Club | Div.          | Temporada     | Part.            | Goles            | Part.               | Goles               | Part. | Goles | Media goleadora |
| --- | ------------- | ------------- | ---------------- | ---------------- | ------------------- | ------------------- | ----- | ----- | --------------- |
| F. C. Metz Francia                                                                                       | 1.ª           | 2017-18       | 30               | 2                | 5                   | 3                   | 35    | 5     | 0.14            |
| F. C. Metz Francia                                                                                       | 2.ª           | 2018-19       | 32               | 10               | 8                   | 4                   | 40    | 14    | 0.35            |
| F. C. Metz Francia                                                                                       | 1.ª           | 2019-20       | 21               | 3                | 1                   | 1                   | 22    | 4     | 0.18            |
| F. C. Metz Francia                                                                                       | 1.ª           | 2020-21       | 10               | 6                | 0                   | 0                   | 10    | 6     | 0.6             |
| F. C. Metz Francia                                                                                       | 1.ª           | 2021-22       | 26               | 3                | 1                   | 0                   | 27    | 3     | 0.11            |
| F. C. Metz Francia                                                                                       | 2.ª           | 2022-23       | 13               | 2                | 0                   | 0                   | 13    | 2     | 0.15            |
| F. C. Metz Francia                                                                                       | Total club    | Total club    | 132              | 26               | 15                  | 8                   | 147   | 34    | 0.23            |
| Angers S. C. O. Francia                                                                                  | 1.ª           | 2022-23       | 16               | 2                | 1                   | 0                   | 17    | 2     | 0.12            |
| Angers S. C. O. Francia                                                                                  | 2.ª           | 2023-24       | 30               | 0                | 2                   | 1                   | 32    | 1     | 0.03            |
| Angers S. C. O. Francia                                                                                  | 1.ª           | 2024-25       | 24               | 3                | 3                   | 0                   | 27    | 3     | 0.11            |
| Angers S. C. O. Francia                                                                                  | Total club    | Total club    | 70               | 5                | 6                   | 1                   | 76    | 6     | 0.08            |
| Total carrera                                                                                            | Total carrera | Total carrera | 202              | 31               | 21                  | 9                   | 223   | 40    | 0.18            |
| (1) Incluye datos de Ligue 1, Ligue 2. (2) Incluye datos de Copa de Francia, Copa de la Liga de Francia. |               |               |                  |                  |                     |                     |       |       |                 |